# Indigofera crebra
Indigofera crebra är en ärtväxtart som beskrevs av Nicholas Edward Brown. Indigofera crebra ingår i släktet indigosläktet, och familjen ärtväxter. Inga underarter finns listade i Catalogue of Life.